# صابر راستی‌کردار
صابر راستی‌کردار (۲۰ آذر ۱۳۶۵ – ۲۲ آبان ۱۴۰۲) برنامه‌نویس، طراح فونت و از اعضای فعال جامعهٔ نرم‌افزار آزاد و متن‌باز بود. او زادهٔ بندرعباس بود و در شیراز بزرگ شد. وزیرمتن که مهم‌ترین فونت راستی‌کردار است با تلاش‌های او در سال ۲۰۲۲ به مجموعهٔ گوگل فونتس اضافه شد. در نسخهٔ رومیزی پیام‌رسان تلگرام نیز از همین فونت برای نمایش نویسه‌های فارسی و عربی استفاده شده است. او یکی از افرادی بود که با طراحی فونت‌های منحصربه‌فرد، از جمله وزیرمتن، انقلابی در نگارش محتوای وبگاه‌های فارسی ایجاد کرد.
صابر راستی‌کردار در روز سه‌شنبه، ۲۲ آبان ۱۴۰۲، در ۳۶ سالگی بر اثر ابتلا به سرطان لگن درگذشت.

## فعالیت‌ها

فونت‌های فارسی طراحی‌شده توسط صابر راستی‌کردار

### فونت فارسی وزیرمتن
فونت وزیرمتن (پیش‌تر وزیر) یک خانوادهٔ تایپ‌فیس فارسی-عربی با ۹ وزن است که در سال ۱۳۹۴ با نام وزیر و با ایدهٔ یک تایپ‌فیس جدید، ساده و خوانا مناسب برای صفحات وب و اپلیکیشن‌ها آغاز شد. هدف راستی‌کردار از ساخت این قلم، ساخت فونتی ساده و کاربردی بود. از نسخهٔ ۳۲، نام فونت وزیر به وزیرمتن تغییر کرد. طراحی وزیرمتن در فونت‌فورج انجام شده است. برای حروف لاتین، وزیرمتن با فونت روبوتو از گوگل توسط یک اسکریپت ساخت ترکیب شده است. در ۱۷ فوریه ۲۰۲۲ در صفحهٔ گیت‌هاب فونت وزیرمتن، خبر از افزودن این فونت به مجموعهٔ فونت‌های گوگل داده شد، و در ۱۱ مارس ۲۰۲۲ به فونت‌های گوگل افزوده شد. فونت وزیرمتن از نسخهٔ ۲۷ به بعد، از زبان‌های فارسی، عربی، کردی، پشتو، اردو، گیلکی، ازبکی، قزاقی و بلوچی پشتیبانی می‌کند. صابر راستی‌کردار قصد داشت فونت وزیر را جایگزین فونت تاهوما کند و هدف خود را از عرضهٔ این فونت، «راه‌انداختن کار مردم» اعلام کرده بود. بر پایهٔ آمار گوگل، فونت وزیرمتن از ۱۳ تا ۱۹ آبان ۱۴۰۲ بیش از ۱۰٫۳ میلیون بار به کار گرفته شده و تا آن تاریخ در بیش از ۹۵۰۰ وبگاه فعال بوده است.

### فونت‌های دیگر
- فونت فارسی صمیم
- فونت فارسی تنها
- فونت فارسی شبنم
- فونت فارسی گندم
- فونت فارسی پرستو
- فونت فارسی ساحل
- فونت فارسی وزیرکد
- فونت فارسی ناهید

## درگذشت

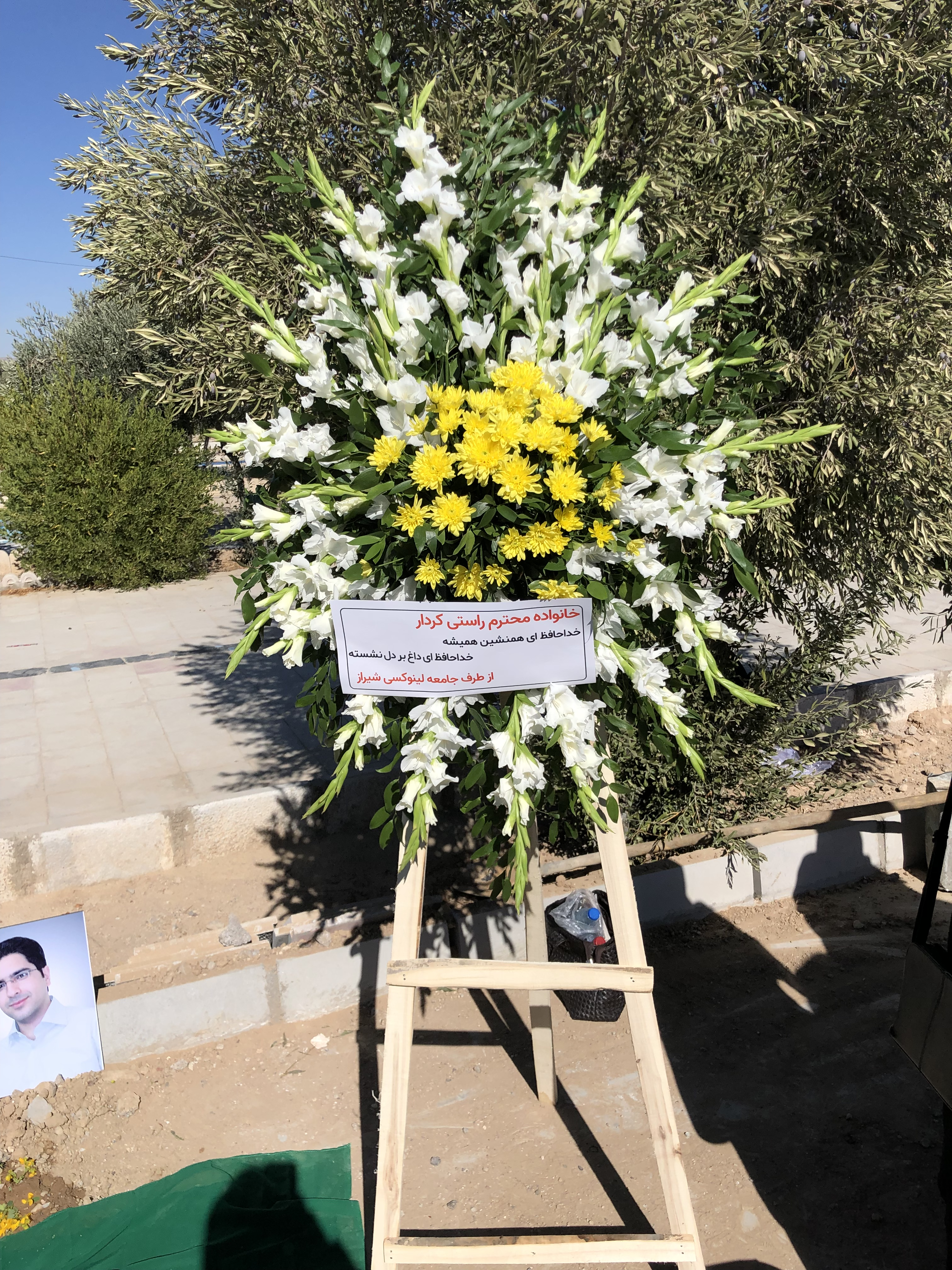
مراسم خاکسپاری صابر راستی‌کردار در فسا

صابر راستی‌کردار تا واپسین لحظات زندگی، فونت‌هایش را به‌روزرسانی می‌کرد. وی پس از ماه‌ها مبارزه با سرطان، سرانجام در ۲۲ آبان ۱۴۰۲ در سن ۳۶ سالگی درگذشت و در قطعهٔ هنرمندان قبرستان رضوانیه شهر فسا به خاک سپرده شد. او پیش از آن در وبلاگ شخصی خود، خبر از یافتن تومور لگن و در نتیجه سرطان درجهٔ ۴ از نوع متاستاز داده بود.